# 巴特贝德凯萨
巴特贝德凯萨（德語：Bad Bederkesa，發音：[baːt ˈbeːdɐkeːza]）是德国下萨克森州库克斯港县曾经的一个市镇，面积43.17平方千米，2013年12月31日人口为5,227人。2015年1月1日，巴特贝德凯萨与另外8个市镇合并为新市镇盖斯特兰。